# Mark McKenzie (Fußballspieler)
Mark Alexander McKenzie (* 25. Februar 1999 in Bronx, New York City) ist ein US-amerikanischer Fußballspieler, der seit Januar 2021 beim französischen Erstligisten FC Toulouse unter Vertrag steht. Der Innenverteidiger ist seit Februar 2020 US-amerikanischer Nationalspieler.

## Karriere

### Verein
Der in der Bronx, New York City geborene Mark McKenzie wuchs in der Kleinstadt Bear, Delaware auf. Seine fußballerische Ausbildung begann er bei Delaware Rush und über die Wilmington Rangers kam er in die Jugendakademie der MLS-Franchise Philadelphia Union. Seine guten Leistungen brachten dem Innenverteidiger rasch einen Platz im Kader des Farmteams Bethlehem Steel ein. Sein Debüt in der United Soccer League gab er am 5. Juni 2016 (11. Spieltag) bei der 0:1-Heimniederlage gegen die New York Red Bulls II, bei dem er jedoch bereits in der 21. Spielminute verletzungsbedingt ausgewechselt werden musste. In diesem Spieljahr 2016 absolvierte er drei Ligaspiele. Die Saison 2017 verbrachte er bei den Demon Deacons der Wake Forest University, für die er 16 Einsätze bestritt.
Nach einem Jahr verließ er das College und am 18. Januar 2018 unterzeichnete er als Homegrown Player seinen ersten Profivertrag. Am 14. April 2018 (7. Spieltag) absolvierte er bei der 0:2-Heimniederlage gegen Orlando City sein erstes Spiel in der Major League Soccer. Er verdrängte in dieser Spielzeit 2018 rasch den bisherigen Starter Jack Elliott und bildete zusammen mit dem gleichaltrigen Auston Trusty das Duo in der Innenverteidigung. Insgesamt bestritt er 20 Ligaspiele und aufgrund seiner Leistungen wurde er für den Rookie of the Year Award nominiert. Sein Aufstieg wurde jedoch in der nächsten Saison 2019 gebremst, in der ihm Elliott wieder den Rang ablief. In der Jahresmitte spielte er auch wieder vereinzelt für die Reservemannschaft Bethlehem Steel, zum Ende der Spielzeit drang er jedoch wieder in die Startelf der ersten Mannschaft vor. Dort kam er insgesamt auf neun Ligaeinsätze. Seinen wiedergewonnenen Status als Stammkraft behielt er im nächsten Spieljahr 2020, das aufgrund der COVID-19-Pandemie jedoch mit einem verkleinerten Spielplan ausfiel. Am 15. Oktober 2020 (12. Spieltag) erzielte er beim 2:2-Unentschieden gegen D.C. United sein erstes Tor in der MLS. Er verpasste nur eines der 27 Ligaspiele seiner Mannschaft und ihm gelangen in diesen Partien zwei Treffer und eine Vorlage.
Am 7. Januar 2021 wechselte er zum belgischen Erstdivisionär KRC Genk, bei dem er einen Viereinhalbjahresvertrag unterzeichnete. In der angefangenen Saison 2020/21 bestritt McKenzie 13 von 21 möglichen Ligaspielen für Genk sowie drei Pokalspiele. Er wurde mit Genk belgischer Pokalsieger 2020/21. In der nächsten Saison bestritt er 22 von 40 möglichen Ligaspielen, zwei Pokalspiele, drei Spiele in der Europa League und das verlorene Spiel um den Superpokal. In der Saison 2022/23 waren es 36 von 40 möglichen Ligaspielen, in denen er vier Tore schoss, sowie drei Pokalspiele.
In der Folgesaison 2023/24 waren es 32 von 41 möglichen Ligaspielen, zwei Pokalspiele und 10 Spiele im Europapokal, in denen er ein Tor schoss.
Zur Saison 2024/25 wechselte McKenzie zum FC Toulouse.

### Nationalmannschaft
McKenzie war für diverse US-amerikanische Juniorenauswahlen im Einsatz.
Mit der USA U20 nahm er im November 2018 an der CONCACAF U20-Meisterschaft 2018 im eigenen Land teil. In der ersten Gruppenphase absolvierte er drei Spiele und traf dabei beim 13:0-Sieg gegen die Amerikanischen Jungferninseln doppelt und beim 7:0-Sieg gegen Suriname einmal. In der zweiten Gruppe absolvierte er beide Partien und qualifizierte sich mit der USA für das Endspiel sowie vorzeitig für die U20-Weltmeisterschaft 2019. Das Finale gewann man mit 2:0 gegen Mexiko und McKenzie stand in diesem über die volle Distanz auf dem Platz. Bei der Weltmeisterschaftsendrunde in Polen gehörte er ebenfalls im Kader, wurde aber nur in drei von fünf möglichen Spielen eingesetzt. So saß er bei der 1:2-Niederlage im Viertelfinale gegen Ecuador über die vollen 90 Minuten auf der Bank.
Am 2. Februar 2019 war McKenzie in einem freundschaftlichen Länderspiel gegen Costa Rica erstmals im Kader der A-Nationalmannschaft gelistet, wurde aber letztlich nicht berücksichtigt. Fast genau ein Jahr später, am 1. Februar 2020, kam er beim 1:0-Testspielsieg gegen Costa Rica zu seinem Debüt, als er in der 62. Spielminute für Aaron Long eingewechselt wurde.
Mit der amerikanischen Nationalmannschaft gewann McKenzie das infolge der COVID-19-Pandemie erst 2021 ausgetragene Finale der CONCACAF Nations League 2019–21.

## Erfolge

### Verein
- Belgischer Pokalsieger: 2020/21

### Nationalmannschaft
- Sieger der CONCACAF Nations League 2019–21